# اتاقک آواساز

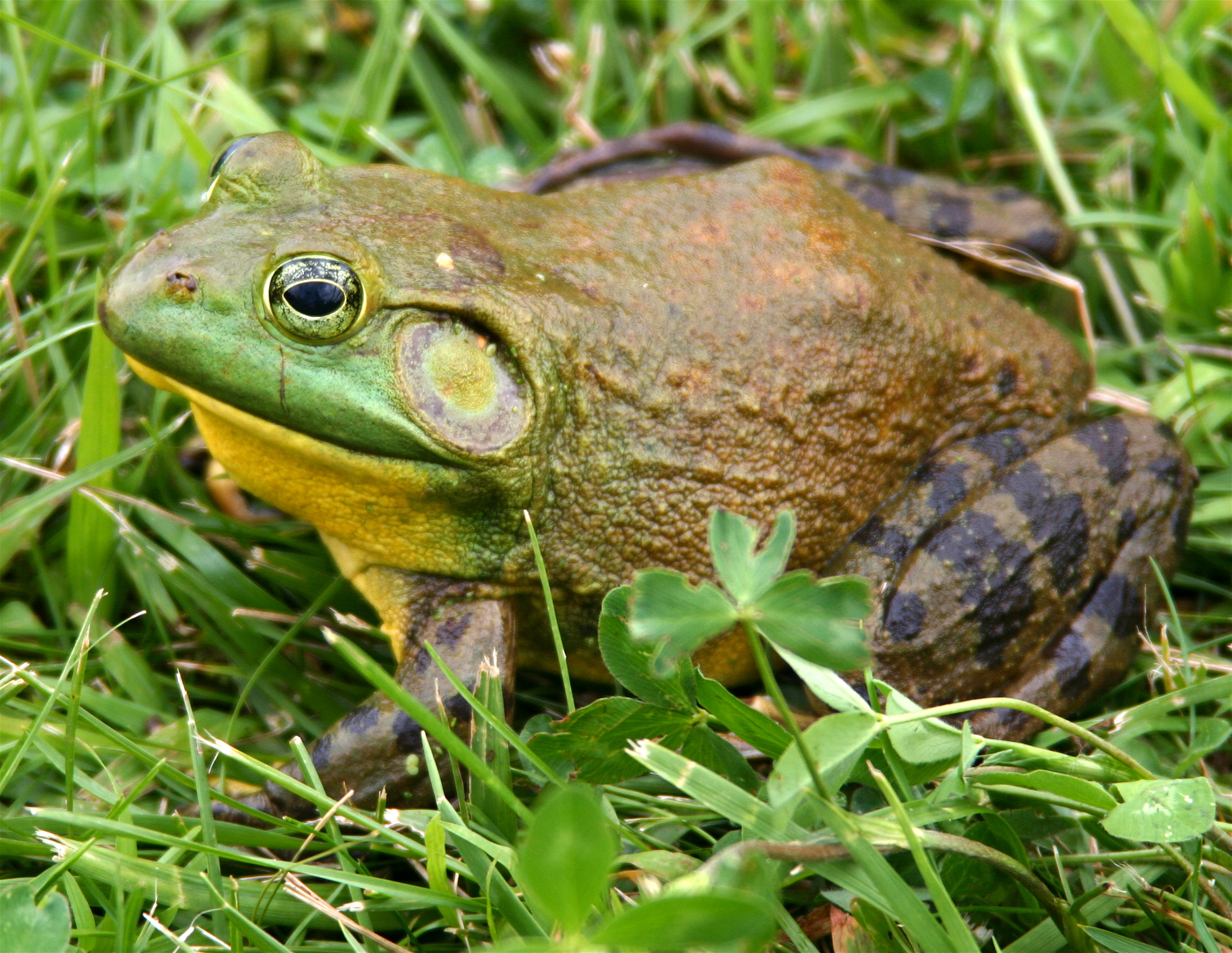
آواساز گرد در نزدیکی چشم قورباغه گاوی نر آمریکای شمالی

اتاقک آواساز (به انگلیسی: Tympanum)، یک ساختار شنوایی خارجی در جانورانی مانند پستانداران، پرندگان، برخی از خزندگان، برخی از دوزیستان و برخی حشرات است.
به‌طور کلی، هر جانوری که به صداها واکنش نشان می‌دهد یا از طریق صدا ارتباط برقرار می‌کند، باید سازوکار شنوایی داشته باشد. این اندام معمولاً شامل غشایی است که توانایی ارتعاش به نام تیمپانوم، یک اتاق پر از هوا و اندام‌های حسی برای تشخیص محرک‌های شنوایی است.
مهره‌داران و بسیاری از حشرات با استفاده از صدا می‌توانند طعمه خود را حس کنند، شکارچیان خود را شناسایی و مکان‌یابی کنند، به افراد دیگر هشدار دهند و جفت و رقبای احتمالی را با شنیدن صداهای عمدی یا غیرعمدی که تولید می‌کنند پیدا کنند.